# Йоро (посёлок)
Йоро (яп. 養老町 Ё:ро:-тё:) — посёлок в Японии, находящийся в уезде Йоро префектуры Гифу. Площадь посёлка составляет 72,14 км², население — 30 009 человек (1 июля 2014), плотность населения — 415,98 чел./км².

## Географическое положение
Посёлок расположен на острове Хонсю в префектуре Гифу региона Тюбу. С ним граничат города Огаки, Кайдзу, Инабе и посёлки Таруи, Ваноути.

## Население
Население посёлка составляет 30 009 человек (1 июля 2014), а плотность — 415,98 чел./км². Изменение численности населения с 1980 по 2005 годы:
| 1980 | 31 372 чел. |  |
| 1985 | 32 919 чел. |  |
| 1990 | 33 102 чел. |  |
| 1995 | 33 694 чел. |  |
| 2000 | 33 256 чел. |  |
| 2005 | 32 550 чел. |  |

## Символика
Деревом посёлка считается самшит мелколистный, цветком — хризантема.